# Бенкендорф Андрій Олександрович
Андрі́й Олекса́ндрович Бенкендо́рф (13 травня 1946, Москва, РРФСР, СРСР — 24 лютого 2012, Київ, Україна) — радянський, російський і український кінорежисер, сценарист та продюсер. Заслужений діяч мистецтв України (2007).

## Життєпис
Народився 13 березня 1946 року у місті Москві. У 1963–1970 роках працював на Київському телебаченні механіком з обслуговування звукотехніки, кінооператором.
У 1977 році закінчив кінофакультет Київського театрального інституту ім. Карпенко-Карого (майстерня Т. Левчука).
Був режисером кіностудії ім. О. Довженка. У 2008–2009 роках — Генеральний продюсер комунального засобу масової інформації КМДА ТРК «Київ».
Помер у 65-річному віці 24 лютого 2012 року в Києві від онкологічного захворювання. Похований на Байковому кладовищі (ділянка № 33).

### Сім'я

Могила Андрія Бенкендорфа, Байкове кладовище

- Мати — Ельвіра Бенкендорф (Озерна), народилася 25 травня 1921 року. Починала актрисою в київському театрі ім. Івана Франка, пізніше працювала в Москві на Центральному телебаченні. З 1970 до середини 1970-х років була редактором телевізійного «Блакитного вогника». Померла у 2006 році.
- Дружина — Поліна Рідна, народилася 27 листопада 1944 року. Закінчила всеросійську творчу майстерню в Москві. З 1966 року працювала на центральному українському телебаченні випускаючим режисером. З 2000 року — на пенсії. З початку 1990-х років не жили разом[1].
- Син — Єгор Бенкендорф, народився в Києві 14 лютого 1974. Директор компанії «Inter Media Production», директор студії документальних проектів «07 Продакшн» та студії розважальних та соціальних програм «Пірат Продакшн»[2].

## Творчість

### Режисер-постановник
- 1965 — Ранок наступного дня
- 1979 — Подорож через місто (у співавт.)
- 1979 — Мій генерал (ТБ)
- 1981 — Капіж
- 1984 — Добрі наміри
- 1987 — До розслідування приступити
- 1988 — Робота над помилками
- 1990 — Балаган
- 1992 — Снайпер
- 1994 — Кілька любовних історій
- 1997 — Хіппініада, або Материк любові
- 2003 — Бандитський Петербург. Фільм 4. Арештант (серіал)
- 2003 — Бандитський Петербург. Фільм 5. Опер (серіал)
- 2003 — Бандитський Петербург. Фільм 6. Журналіст (серіал)
- 2003 — Європейський конвой (серіал)
- 2004 — Легенда про Тампуке
- 2005 — Таємниця «Святого Патрика» (8 серій, телесеріал)
- 2005 — Банкірші (8 серій, телесеріал)
- 2006 — Бомж (2 серії, телесеріал)
- 2007 — Старики-полковники (2 серії, телесеріал)
- 2007 — Вітчим (2 серії, телесеріал)
- 2007 — Одного разу в роботі; [джерело?]
- 2007 — Ялинка, кролик, папуги
- 2008 — Сповідь Дон Жуана

### Сценарист
- 1994 — Кілька любовних історій;
- 1997 — Хіппініада, або Материк любові;
- 2003 — Бандитський Петербург. Фільм 5. Опер — 5 серій;
- 2003 — Бандитський Петербург. Фільм 6. Журналіст серіал;
- 2008 — Сповідь Дон Жуана.

## Відзнаки
Лауреат Всесоюзного кінофестивалю в номінації «Призи серед дитячих фільмів» за 1985 рік. Лауреат XI Бердянського Міжнародного кінофестивалю: «За внесок у розвиток українського телемистецтва», як режисер фільму «Сповідь Дон Жуана».